# Semiothisa arata
Semiothisa arata là một loài bướm đêm trong họ Geometridae.